# Ole Høilandstøtta
Ole Høilandstøtta (norwegisch) ist ein Klippenfelsen nordöstlich der subantarktischen Bouvetinsel im Südatlantik. Er ragt südöstlich von Litle-Kari vor der Victoria-Terrasse-Küste auf.
Wissenschaftler des Norwegischen Polarinstituts benannten ihn 1980. Namensgeber ist der norwegische Volksheld Ole Høiland (1797–1848).